# Galleria Misericordia
La galleria Misericordia è una galleria ferroviaria a semplice binario della ferrovia Palermo-Catania, sulla difficile tratta ferroviaria tra Enna e Villarosa, costruita per valicare le ultime propaggini dei monti Erei.
La ferrovia Palermo-Catania a causa della difficile e tormentata orografia dell'interno della Sicilia ha richiesto la costruzione di un certo numero di gallerie tra cui alcune di lunghezza superiore al km. Immediatamente sotto la città di Enna è stata costruita la sua stazione ferroviaria raggiunta da una linea a semplice binario in forte ascesa da ambedue le direzioni di provenienza e attraverso una galleria di valico della lunghezza di 1.424 metri dal lato di Palermo. Ambedue le tratte, aperte al traffico tra 1876 e 1877, con pendenza tra 27 e 31 per mille tra Pirato ed Enna e del 28 per mille tra Villarosa ed Enna, hanno sempre imposto l'utilizzo di una locomotiva di spinta o della doppia trazione per i treni più pesanti. Fino alla metà degli anni settanta a causa dell'utilizzo delle locomotive a vapore anche in tripla trazione per il traino dei pesanti treni merci l'esercizio ferroviario nella galleria era molto gravoso a causa dei fumi di ristagno. La situazione è nettamente migliorata in seguito alla dieselizzazione. Nella metà degli anni ottanta la galleria è stata oggetto di importanti lavori di adeguamento della sagoma limite della galleria per adeguarla alle maggiori misure necessarie per l'elettrificazione della linea, mediante abbassamento del piano del ferro e consolidamento della volta.
All'interno della galleria Misericordia, circa 200 m prima dello sbocco lato Enna, al km 251,230, si raggiunge il punto più alto della linea con il valico della catena montuosa degli Erei tra i due contrafforti su cui sorgono rispettivamente le città di Enna e di Calascibetta.